# ملکه آنو
ملکه آنو یا بانو آنو (به مغولی: Ану хатан که همچنین به عنوان آنا دارا نیز شناخته می‌شود، درگذشت سال ۱۶۹۶) همسر خانی بود که در زمان تأسیس خانات جونغار در اواخر قرن هفدهم، جنگجویان مغول را در نبردها رهبری می‌کرد. او خود نیز یک جنگجو بود.

## زندگی‌نامه
ملکه آنو نوه اوچیرتو سیسن خان خوشود (یا طبق برخی منابع مکتوب تاریخی کوچک‌ترین دختر او) بود که برادرزاده و پسرخوانده قوشی خان محسوب می‌شد. او با شاهزاده سنگگه که پسر اردنی باتور بود و به عنوان بنیانگذار خانات جونغار شناخته می‌شود، ازدواج کرد. پس از ترور سنگگه توسط برادران ناتنی‌اش که تسهتن و تسوبداباتور نام داشتند در سال ۱۶۷۰، آنو با جانشین سنگگه، برادرش گالدان بوشوگتو خان که ده سال را در تبت به عنوان راهب بودایی گذرانده بود، ازدواج کرد. با نیروهایی که اوچیرتو در اختیار او قرار داد، گالدان انتقام مرگ برادرش را گرفت و تاج و تخت خانات جونغار را به دست گرفت.
گالدان در طول سلطنت خود به آنو به عنوان مشاوره خود تکیه می‌کرد، زیرا او حکومت مغول جونغار را از غرب دیوار بزرگ چین تا شرق قزاقستان امروزی و از شمال قرقیزستان کنونی تا جنوب سیبری گسترش داده بود. سلسله چینگ از ترس ظهور یک امپراتوری جدید مغول، سه ارتش را در سال ۱۶۹۶ به سمت مغولستان فرستاد. امپراتور کانگ‌شی شخصاً نیروهای اعزامی خود را در این نبرد رهبری می‌کرد. گالدان ارتش خود را از کوه‌های خنتی به سمت جنوب حرکت داد تا با ستون غربی ارتش چینگ در نبرد جائو مودو در ماه مه ۱۶۹۶ مبارزه کند، اما نیروهای او خیلی زود توسط نیروهای چینگ محاصره شدند.
در این زمان بانو آنو یک ضد حمله را طراحی و رهبری کرد که به شوهرش امکان داد از محاصره دشمن فرار کند. اگر چه گالدان موفق شد با تعداد کمی از سربازانش فرار کند اما آنو در حین حمله با تیر دشمن کشته شد. او در دامنه کوه‌های خانگای در منطقه‌ای که اکنون با نام خوتونت امروزی در استان آرخانگای شناخته می‌شود، به خاک سپرده شد.

## خانواده
از ازدواج آنو با گالدان یک پسر و دو دختر حاصل شد که سبتنگ بالجور (色布騰巴爾珠爾)، جونکهای (به مغولی: Юнчихай) و بوم (به مغولی: Бум) نام داشتند.

## در فرهنگی
در سال ۱۹۷۵، نویسنده مشهور مغولی، بیامبین رینچن، رمان خود را با عنوان «بانو آنو» در مورد زندگی و مرگ ملکه خانات جونغار مغول در قرن هفدهم منتشر کرد. این رمان به ادبیات کلاسیک مغولی نگارش شده بود و خواندن آن در مدارس مغولی ضروری است. در سال ۲۰۱۰، رمان‌نویس مغولی، بااتارسورن شوودرستسگ، کتاب «The Legendary Queen Anu» (ملکه افسانه‌ای آنو) را منتشر کرد. اهمیت خانواده، توانمندسازی زنان و هویت ملی موضوعات اصلی برخورد او با زندگی آنو در کتاب خود بود. این کتاب به عنوان کتاب ملی سال برای ادبیات مغولی انتخاب شد و از روی آن یک نمایش تئاتر در مارس ۲۰۱۱ در تئاتر ملی مغولستان اجرا شد. شوودرتستسگ از روی کتاب ملکه افسانه‌ای آنو یک فیلم بلند نیز در سال ۲۰۱۲ ساخت. ملکه آنو - روح یک جنگجو، که از روی زندگینامه ملکه آنو ساخته شده بود، گران‌ترین فیلم مغولی ساخته شده تا کنون است و به یکی از پردرآمدترین فیلم‌های مغولستان نیز تبدیل شد.